# Alphonse Mennechet de Barival
Pour les articles homonymes, voir Mennechet.
Alphonse Mennechet de Barival, né le 28 septembre 1812 à Saint-Quentin (Aisne) et mort le 29 mai 1903 à Chiry-Ourscamp (Oise), est un collectionneur français du XIXe siècle. Bâtisseur d'une tour richement ornée, la « folie Mennechet », il construit un château-musée pour abriter sa collection d’œuvres d'art à Chiry-Ourscamp. Considéré comme philanthrope dans sa commune, il est maire de Chiry-Ourscamp de 1865 à 1881.

## Collections
Veuf d'Henriette Caroline Paillet, musicienne et fille d'un amateur d'art, il conserve dans son manoir de Chiry-Ourscamp une riche collection d'œuvres d'art qu'il lègue à sa mort, par testament, au musée Antoine-Lécuyer de Saint-Quentin.
Seules 4 œuvres, sur les 96 léguées à la ville de Saint-Quentin, sont répertoriées dans la base Joconde : 
- François Boucher, L'Adoration des mages, dessin, Saint-Quentin, musée Lécuyer.
- Maurice Quentin de la Tour, Portrait du frère Fiacre, quêteur des Pénitents de Nazareth, pastel, Saint-Quentin, musée Lécuyer. Légué en 1903 comme l'ensemble de la donation, ce pastel ne fut pas déposé au musée mais, après avoir appartenu à plusieurs collectionneurs et marchands successifs, passa en vente publique en 2005 où il fut acheté par la ville de Saint-Quentin.
- Quentin de La Tour, Portrait du musicien Jean-Joseph Cassanéa de Mondonville, pastel, papier, Saint-Quentin, musée Lécuyer[1].
- Pierre-Étienne Falconet (attribué à), Portrait de Marie-Félicité Thecle Soisson, épouse Paillet, miniature insérée dans une boîte en or de l'orfèvre François Alphonse Dardet.